# Făgetu de Jos
Făgetu de Jos falu Romániában, Erdélyben, Fehér megyében.

## Fekvése
Morcănești mellett fekvő település.

## Története
Făgetu de Jos korábban Morcăneşti része volt. 1956-ban vált külön 155 lakossal. 1966-ban 150, 1977-ben 124, 1992-ben 119, a 2002-es népszámláláskor pedig 95 román lakosa volt.